# Mas de Napoleon
El Mas de Napoleon és una masia de Reus (Baix Camp) situada a la partida del Burgaret, al sud-est del camí del Mas de Bofill, tocant al Mas del Sardo. També se n'havia dit Mas de la Berruga i Mas de l'Òdena.

## Descripció
És una hisenda important, d'una vintena de jornals de terra. Fa uns anys, cap al 1950/1960 del segle xx, hi havien funcionat premses per a fer vi. El mas és una construcció gran i sumptuosa, de planta quadrada i volum compacte, amb tres plantes d'alçada i coberta amb terrat i badalot. Les façanes tenen una composició arquitectònica molt ordenada, basada en la simetria que li dona un eix central, que passa per la porta d'accés, el balcó amb barana del primer pis, la finestra del segon pis i la barana balustrada del terrat. A la dreta s'hi annexen uns magatzems grans de planta baixa, i a l'esquerra si adossa un cos de dues plantes, mimetitzat amb la façana principal, i tot un seguit de magatzems i naus de molta llargada. Aquest conjunt és de creixement lineal, a part dels nombrosos coberts que resten disperses per la finca. Damunt de la porta del mas hi figura "1898", probablement la data d'una reconstrucció o modificació. L'estat actual del mas, és bo. Hi ha moltes construccions annexes, algunes antigues i altres de nova planta. La majoria són coberts i naus.